# 216. Infanterie-Division (Wehrmacht)
Die 216. Infanterie-Division war ein Großverband des Heeres der deutschen Wehrmacht im Zweiten Weltkrieg.

## Geschichte
Einsatzgebiete:
- Westwall: September 1939 bis Mai 1940
- Niederlande, Belgien und Frankreich: Mai 1940 bis Januar 1942
- Ostfront, Zentralabschnitt: Januar 1942 bis November 1943

### Aufstellung
Die 216. ID wurde als Division der 3. Aufstellungswelle im August 1939 in Hannover im Wehrkreis XI (Hannover) aufgestellt. 

### Westwall
Bereits im September 1939 wurde sie zur Grenzsicherung an den Westwall in die Eifel verlegt, von dort aus in die Saarpfalz und im November 1939 an den Niederrhein. Anfang 1940 gab es mehrere Umgliederungen und Abgaben von Bataillonen. 

### Fall Gelb
Im Mai 1940 wurde die 216. ID während des Fall Gelb als Armeereserve der 6. Armee bei Antwerpen eingesetzt. 

### Frankreichfeldzug
Der Verband befand sich während der Schlacht von Dünkirchen zwischen Furnes und Adiokerke. Danach wurde die Division als OKH-Reserve abgestellt und marschierte im Fall Rot auf Paris zu. 

### Atlantikwall
Nach dem Waffenstillstand übernahm die 216. ID den Küstenschutz bei Cherbourg, Argentan und St. Lô.

### Verlegung an die Ostfront
Im Dezember 1941 musste sie im Eiltransport an die Ostfront verlegt werden, um die Heeresgruppe Mitte zu unterstützen. 

### Drei Divisionskampfgruppen
Dazu wurde die Division in drei Kampfgruppen aufgeteilt, von denen eine am „Festen Platz“ Suchinitschi sichern sollte, die beiden anderen wurden bei Medy, Rschew, Kirow und an der Rollbahn zwischen Juchnow und Roslawl eingesetzt. 

### Offensive 1942
Im Juli 1942 wurden alle drei Teilverbände wieder an die 216. ID zurückgegeben, kurz danach erfolgte der Abmarschbefehl nach Schisdra – Ljudinowo, wo es im Gebiet zwischen Brjansk und Orel zu heftigen Gefechten und hohen Ausfällen. 

### Auffrischung
Im Dezember 1942 musste die 216. ID aus der HKL genommen und bei Spas-Demensk komplett aufgefrischt werden. Ein neuer Einsatzbefehl erfolgte im Januar 1943 in den Frontbogen von Rschew, unmittelbar vor dem Unternehmen Büffelbewegung im Frühjahr 1943. 

### Orel
Von Februar bis Juni 1943 lag die 216. ID bei Smiewka südlich von Orel in Stellung, bis sie von der sowjetischen Orjoler Operation im Juli 1943 zurückgeworfen wurde. Sie zog sich von Ponyri über Brjansk nach Gomel zurück und hatte am Ende ihrer Rückzugsgefechte nur noch Kampfgruppenstärke. 

### Unternehmen Zitadelle
Der letzte Einsatz fand während des Unternehmens Zitadelle statt, wo die Division ca. 1000 Soldaten verlor. 

### Auflösung
Die Verluste konnten nicht mehr kompensiert werden, so dass das OKH die 216. ID am 17. November 1943 offiziell auflöste. 

### Verwendung der Reste der Division
Aus den Resten der 216. ID wurde die 272. ID für die Westfront aufgestellt.
Wenige Teile der Divisionsgruppe 216 wurden der 102. Infanterie-Division unterstellt, die vergeblich den sowjetischen Vormarsch zwischen Pripjetsümpfen und Narew aufhalten sollten.

## Personen
| Dienstzeit                            | Dienstgrad             | Name                    |
| ------------------------------------- | ---------------------- | ----------------------- |
| 26. August 1939 bis 8. September 1940 | Generalleutnant        | Hermann Böttcher        |
| 8. September 1940 bis 1. April 1941   | Generalmajor           | Kurt Himer              |
| 1. April 1941 bis 7. Mai 1943         | General der Infanterie | Werner von Gilsa        |
| 7. Mai bis 3. Oktober 1943            | General der Infanterie | Friedrich-August Schack |
| 3.–20. Oktober 1943                   | Generalleutnant        | Egon von Neindorff      |
| 20. Oktober 1943 bis unbekannt        | Generalmajor           | Gustav Gihr             |

| Dienstzeit                               | Dienstgrad     | Name             |
| ---------------------------------------- | -------------- | ---------------- |
| 1939 bis Mai 1940                        | Oberstleutnant | Rudolf Grass     |
| Juni bis November 1940                   | Hauptmann      | Artur Weber      |
| 21. November 1940 bis 12. September 1942 | Major          | Martin Coßmann   |
| 12. September 1942 bis 10. März 1943     | Oberstleutnant | Horst Nitschmann |
| 10. März bis 17. November 1943           | Oberstleutnant | Hubert Werner    |

## Gliederung
| 1939                       | 1942                    |
| Infanterie-Regiment 348    | Infanterie-Regiment 348 |
| Infanterie-Regiment 396    | Infanterie-Regiment 396 |
| Infanterie-Regiment 398    | Infanterie-Regiment 398 |
| Artillerie-Regiment 216    |                         |
| Pionier-Bataillon 216      |                         |
| Panzerabwehr-Abteilung 216 | Schnelle Abteilung 216  |
| Aufklärungs-Abteilung 216  | --                      |
| Nachrichten-Abteilung 216  |                         |
| Nachschubstruppen 216      |                         |